# Otto Berg (athlète)
Pour les articles homonymes, voir Otto Berg et Berg.
Otto Berg (né le 24 août 1906 - mort le 10 avril 1991) est un ancien athlète norvégien spécialiste du saut en longueur. 

## Palmarès

### Jeux olympiques d'été
- Athlétisme aux Jeux olympiques de 1936 à Berlin,  Allemagne
  - 10e du saut en longueur

### Championnats d'Europe d'athlétisme
- Championnats d'Europe d'athlétisme 1934 à Turin,  Italie
  -  Médaille d'argent du saut en longueur